# Infest
Infest es el álbum debut de la banda estadounidense de rock, Papa Roach. Fue lanzado en el año 2000 y contó con el lanzamiento de 3 sencillos.

## Información del álbum
Su lanzamiento se produjo el 25 de abril del año 2000, es considerado por los fanes como su mejor álbum; fue el vigésimo álbum con más ventas en Estados Unidos, el álbum fue su mayor éxito comercial con más de 3 millones de copias vendidas solo en EE. UU. y más de 7 millones a nivel mundial

## Lista de canciones
| N.º | Título                                                           | Duración |  |
| 1.  | «Infest»                                                         | 4:09     |  |
| 2.  | «Last Resort»                                                    | 3:20     |  |
| 3.  | «Broken Home»                                                    | 3:41     |  |
| 4.  | «Dead Cell»                                                      | 3:06     |  |
| 5.  | «Between Angels and Insects»                                     | 3:54     |  |
| 6.  | «Blood Brothers» (reemplazado por "Legacy" en la versión limpia) | 3:34     |  |
| 7.  | «Revenge»                                                        | 3:42     |  |
| 8.  | «Snakes»                                                         | 3:29     |  |
| 9.  | «Never Enough»                                                   | 3:35     |  |
| 10. | «Binge»                                                          | 3:47     |  |
| 11. | «Thrown Away» (incluye la pista oculta "Tightrope")              | 9:36     |  |

Import Bonus Tracks

| N.º | Título                       | Duración |  |
| 12. | «Legacy»                     | 3:04     |  |
| 13. | «Dead Cell» (Live)           | 3:51     |  |
| 14. | «Last Resort» (CD-ROM Video) | 3:20     |  |

## Sencillos
| Título                     | Fecha de lanzamiento     |
| Last Resort                | 18 de septiembre de 2000 |
| Broken Home                | 25 de noviembre de 2000  |
| Between Angels and Insects | 22 de mayo de 2001       |

## Créditos

### Artistas
- Jacoby Shaddix — Vocalista
- Jerry Horton — Guitarrista
- Dave Buckner — Baterista
- Tobin Esperance — Bajista

### Técnicos
- Howie Weinberg — Masterización
- P.R. Brown — Dirección de arte, fotografía y diseño
- David Dominguez — Ingeniero
- Aimee Echo — Segundas voces
- James Murray — Ingeniero
- Rodney Duke — Segundas voces
- DJ AM — Scratching
- Ron Handler — A&R
- D. Rock — Ingeniero de mezclas
- Jay Baumgardner — Productor, mezclador

## Trivia
- "Thrown Away" a los 4:57, contiene una versión del tema "Tightrope", proveniente de su disco Let 'Em Know.
- La versión británica del álbum contiene el track bonus Legacy (de la versión limpia) y Dead Cell (en vivo), y el video de Last Resort como característica extra.
- El tema "Blood Brothers" aparece en el soundtrack del juego Tony Hawk's Pro Skater 2 y la película The One.
- En el tema "Blood Brothers" usan una frase de la película Terminator "It's in your nature to destroy yourselves." (Está en su naturaleza destruirse a sí mismos).
- "Never Enough" aparece en el videojuego Gran Turismo 3.
- El tema "Last Resort" aparece en las películas "Training Day", "Pay It Forward", "The one", "Crush", el segundo episodio de Smallville y uno de los episodios de Cold Case.
- "Dead Cell" aparece en las películas "The Skulls" y "Queen Of The Damned".